# Gilles Simon
Gilles Simon (født 27. december 1984 i Nice, Frankrig) er en fransk tennisspiller, der blev professionel i 2002. Han har igennem sin karriere (pr. september 2010) vundet seks singletitler, og hans højeste placering på ATP's verdensrangliste er en 6. plads, som han opnåede i januar 2009.

## Grand Slam
Simons bedste resultat i Grand Slam-sammenhæng kom ved Australian Open 2009, hvor han nåede frem til kvartfinalen, hvor han dog tabte til den senere vinder Rafael Nadal.